# Nowosiółki (powiat hrubieszowski)
Nowosiółki – wieś w Polsce położona w województwie lubelskim, w powiecie hrubieszowskim, w gminie Hrubieszów.
| SIMC    | Nazwa              | Rodzaj    |
| ------- | ------------------ | --------- |
| 0889479 | Iwanki             | część wsi |
| 0889485 | Nowosiółki-Kolonia | część wsi |

W latach 1975–1998 miejscowość należała administracyjnie do województwa zamojskiego. 
Wieś jest sołectwem w gminie Horodło. Według Narodowego Spisu Powszechnego (III 2011 r.) liczyła 244 mieszkańców i była 24. co do wielkości miejscowością gminy Hrubieszów.
Wierni Kościoła rzymskokatolickiego należą do parafii św. Apostołów Piotra i Pawła w Moniatyczach.

## Historia
Pierwsza historyczna wzmianka pochodzi z 1445 r., gdy wspomniany jest: Mroczek z Nowisiedlec herbu Grzymała.